# Хельнер, Маркус
Ма́ркус Хе́льнер (швед. Marcus Hellner; 25 ноября 1985, Лердала, Скараборг) — шведский лыжник, трёхкратный олимпийский чемпион, чемпион мира.

## Спортивная карьера

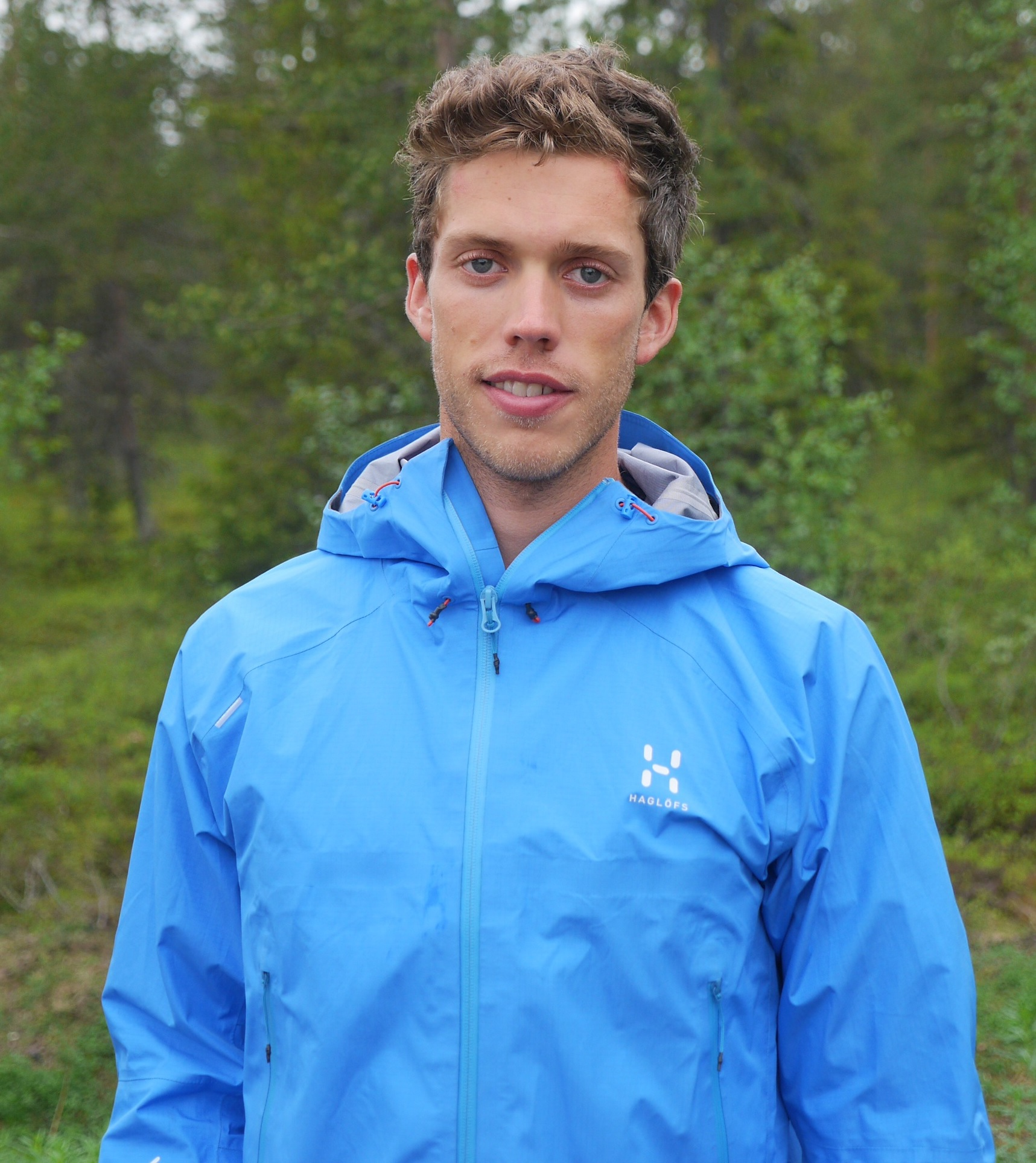
Хельнер в 2014 году

Дважды участвовал в Олимпийских играх. На Олимпиаде 2010 года в Ванкувере стал двукратным чемпионом в скиатлоне и эстафете. После этого ему была доверена честь нести флаг Швеции на церемонии закрытия Олимпиады.
В 2014 году в олимпийском Сочи вновь стал олимпийским чемпионом в эстафете, а также выиграл серебряную медаль в скиатлоне.
С 2007 года 5 раз участвовал в чемпионатах мира. На дебютном чемпионате мира 2007 года стал бронзовым призёром в составе эстафеты. В 2011 году в Хольменколлене одержал пока единственную победу в личном спринте свободным стилем, опередив в финале Петтера Нортуга и Эмиля Йёнссона, а также занял 2-е место вместе с эстафетной четверкой. На чемпионате 2013 года Хельнер взял серебро в командном спринте (вместе с Эмилем Йёнссоном) и вновь эстафетной гонке. В 2015 году в Фалуне на счету Хельнера одна медаль и вновь серебряная — в эстафете.
Дебютировал в сборной Швеции на одном из этапов Кубка мира в 2006 году. Лучший результат в итоговой таблице розыгрыша Кубка мира в сезоне 2009/10 — 3 место.